# 有賀由樹子
有賀 由樹子（あるが ゆきこ、12月31日 - ）は、日本の女性声優。プロダクション・エース所属。愛知県出身。

## 来歴
声優業界に入ったきっかけは小さい時に、芝居が好きであり、小学校の低学年といったのに演劇クラブに所属していた。そのことを忘れて普通に生きていて、大人になったある時に、「あ。私、そういえば芝居が好きだった」と思い出したという。
当初はそういう感じで、将来のことを見据えてというような感じではなかったため、週に一回、夜といったのに通えるという芝居の勉強ができるということで見つけた所が声優の養成所だったという。最初は「声優になりたくて！！」のようなそういうのではなく、「小さい頃の夢をもう一度」のようなのが始まりだったという。
アミューズメントメディア総合学院声優学科卒業。
かつてはオフィス野沢（ - 2012年3月）、メディアフォース（2012年4月 - 2014年1月）に所属していた。

## 人物
趣味・特技は名古屋弁、剣道三段。方言は名古屋弁。

## 出演
太字はメインキャラクター。

### テレビアニメ
時期不明
- 極上!!めちゃモテ委員長 セカンドコレクション（先生）

2013年
- 殺し屋さん

2014年
- LOVE STAGE!!（女子高生）

2015年
- 空戦魔導士候補生の教官（アナウンス、市民(1)、自動音声）

2016年
- ルパン三世 PART IV（野次馬）

2017年
- ツインエンジェルBREAK（女性教師）

2018年
- レイトン ミステリー探偵社 〜カトリーのナゾトキファイル〜（おばあさん、ベス・クイント）
- ムヒョとロージーの魔法律相談事務所（リオのママ）
- ドラえもん（テレビ朝日版第2期）（おばさん）

2019年
- ちびまる子ちゃん（魔法使いエミー）
- デート・ア・ライブIII（五河士道〈子供〉）
- ピアノの森

2021年
- はたらく細胞BLACK（糸球体）
- 世界最高の暗殺者、異世界貴族に転生する（エマ）

2022年
- カッコウの許嫁（2022年 - 2025年、天野律子） - 2シリーズ
- 東京ミュウミュウ にゅ〜♡（2022年 - 2023年、原作者、おばちゃん、店のおばさん） - 2シリーズ
- 虫かぶり姫（令嬢、ワイラー夫人、マーズ商会）
- ヤマノススメ Next Summit（登山客、子供、アナウンス）

2023年
- ひろがるスカイ!プリキュア（レミ・ハレワタール）
- レベル1だけどユニークスキルで最強です（少女の母）
- ビックリメン（マリスの母）

2024年
- 烏は主を選ばない（宗家の女房）

2025年
- いずれ最強の錬金術師?（奥様1、村人女性2、リンダ）
- 雨と君と（公園の母親）

### 劇場アニメ
- トワノクオン 1章（2011年、オペレーター10）
- 劇場版 空の境界 未来福音（2013年、シスター・アインバッハ、ウェイトレス）
- 泣きたい私は猫をかぶる（2020年、おばさん）
- かがみの孤城（2022年、スバルの祖母）

### Webアニメ
- コタローは1人暮らし（2022年、おばあさん）

### ゲーム
- Fallout 4（2015年、女性主人公）
- Destiny 2 (2017年、フェールセーフ)
- Marvel's Spider-Man (2018年、スクリューボール)
- スターリンク バトル・フォー・アトラス（2019年、ガーラ・ジャウスト[14]）
- Far Cry New Dawn（2019年、セレニー）
- 仁王2（2020年、阿国、ジョセフ）
- Apex Legends（2020年、ホライゾン[15]）
- レゴ スター・ウォーズ：スカイウォーカー・サーガ（2022年）
- Destiny 2: エピソード「残響」 (2024年、フェールセーフ)

### ドラマCD
- 死選組〜あやかし雪月花〜 ―死選組誕生編―（幼少期新之助・自動販売機）

### 吹き替え

#### 映画
- アイデア・オブ・ユー 〜大人の愛が叶うまで〜
- アオラレ（レイチェル・フリン〈カレン・ピストリアス〉）
- ウェディング・イブ 幸せになるためのいくつかの条件（ゾーイ〈ユマ・サーマン〉）
- ガンズ・アンド・ギャンブラー（ブロンド〈ヘレナ・マットソン〉）
- ギリシャに消えた嘘（ローレン〈デイジー・ビーヴァン〉）
- クリミナル 2人の記憶を持つ男（マルタ・リンチ〈アリス・イヴ〉）
- グレイテスト・ショーマン（ハレット夫人[16]）
- 結婚まで1%（リディア〈ジーナ・ガーション〉）
- ゲットバック（ステイシー）
- コロニア（ウルセル〈ヴィッキー・クリープス〉）
- サンタクロースになった少年（クリスティーナ）
- 人生スイッチ（ロミーナ〈エリカ・リバス〉）
- スマイル、アゲイン（パティ・キング〈ユマ・サーマン〉）
- スリープオーバー -夜の大冒険-（マーゴット〈マリン・アッカーマン〉）※Netflix版
- ゼロヴィル: ハリウッドに憑かれた男（ソルダード〈ミーガン・フォックス〉[17]）
- 潜入者（キャシー・アーツ〈ダイアン・クルーガー〉[18]）
- ターザン:REBORN（エシェ[19]）
- チャーリー・モルデカイ 華麗なる名画の秘密（若い女）
- 沈黙シリーズ（ジュリエット・ソーンダーズ〈ミーガン・オリー〉）
  - 沈黙の啓示
  - 沈黙の宿命
  - 沈黙の神拳
  - 沈黙の弾痕
  - 沈黙の背信
  - 沈黙の挽歌
- 82年生まれ、キム・ジヨン（キム・ジヨン〈チョン・ユミ〉[20]）
- ドント・サレンダー 進撃の要塞（ケイト）
- ファウンダー ハンバーガー帝国のヒミツ
- 秘密のラジオ・ガール
- ボーダー
- マギー（キャロライン・ヴォーゲル〈ジョエリー・リチャードソン〉）
- リンカーン弁護士（マギー・マクファーソン〈マリサ・トメイ〉）

#### ドラマ
- 愛の不時着（サンア[21]、ウォルスク[22]）
- アガサ・クリスティー トミーとタペンス -2人で探偵を-（ジェーン・フィン〈カミラ・ビープット〉）
- ウェット・ホット・アメリカン・サマー: キャンプ1日目（カイル）
- ウェントワース女子刑務所（リズ・バーズワース〈セリア・アイアランド〉）
- Weeds 〜ママの秘密（シェーン・ボトウィン〈アレクサンダー・グールド〉）
- カウンターパート/暗躍する分身
- 項羽と劉邦 King's War（満）
- ジェーン・ザ・ヴァージン（ルイサ）
- SPY CITY 〜ベルリン 1961〜（セヴリーヌ・ブロック〈ロマン・ポルタイユ〉[23]）
- 推奴 〜チュノ〜（チャン〈ソン・ジウン〉）
- トランク（ノ・インジ〈ソ・ヒョンジン〉[24]）
- ブラインドスポット タトゥーの女（ブリアナ〈エイミー・マーガレット・ウィルソン〉）
- ブラッドライン（シェリル）
- マンハント（ナタリー〈リン・コリンズ〉[25]）
- モダン・ラブ 〜今日もNYの街角で〜（マギー〈クリスティン・ミリオティ〉[26]）
- LAW & ORDER シーズン16

#### アニメ
- おさるのジョージ
- パワーパフガールズ（第2作）（キーン先生）
- バービー&チェルシー: 消えたバースデー（船長）

### 舞台
- THE LIVE READING 武装少女マキャヴェリズム（2017年、花酒蕨[27]）

### デジタルコミック
- おまえと恋なんか絶対ない（2022年、正彦のママ、お婆さん、街角女子A、倫子[28]）
- お狐様の初夜は甘くない（2022年、おばあちゃん、幼い薄雪）[29]

### シリーズ一覧
1. ↑  Season1（2022年）、Season2（2025年）
2. ↑  第1期（2022年）、第2期（2023年）